# Bryan Trottier
Bryan John Trottier, född 17 juli 1956 i Val Marie, Saskatchewan, är en kanadensisk före detta professionell ishockeyspelare som spelade 18 säsonger i NHL med New York Islanders och Pittsburgh Penguins. Trottier var en viktig kugge i det Islanders som vann fyra raka Stanley Cup i början av 1980-talet (1980-84)  och han vann senare även två Stanley Cup med Pittsburgh Penguins 1990-talet, (1991-92) samt en som assisterande tränare i Colorado Avalanche. Han valdes in i Hockey Hall of Fame 1997, tre år efter att han lagt av som spelare. 
Internationellt spelade Trottier i två Canada Cup-turneringar, 1981 med Kanada och 1984 med USA, med en andraplats respektive fjärdeplats som resultat.

## Statistik

### Klubbkarriär
| 1972–73    | Swift Current Broncos | WHL        | 67   | 16  | 29  | 45   | 10  | —   | —  | —   | —   | —   |
| 1973–74    | Swift Current Broncos | WHL        | 68   | 41  | 71  | 112  | 76  | 13  | 7  | 8   | 15  | 8   |
| 197475     | Lethbridge Broncos    | WHL        | 67   | 46  | 98  | 144  | 103 | 6   | 2  | 5   | 7   | 14  |
| 1975–76    | New York Islanders    | NHL        | 80   | 32  | 63  | 95   | 21  | 13  | 1  | 7   | 8   | 8   |
| 1976–77    | New York Islanders    | NHL        | 76   | 30  | 42  | 72   | 34  | 12  | 2  | 8   | 10  | 2   |
| 1977–78    | New York Islanders    | NHL        | 77   | 46  | 77  | 123  | 46  | 7   | 0  | 3   | 3   | 4   |
| 1978–79    | New York Islanders    | NHL        | 76   | 47  | 87  | 134  | 50  | 10  | 2  | 4   | 6   | 13  |
| 1979–80    | New York Islanders    | NHL        | 78   | 42  | 62  | 104  | 68  | 21  | 12 | 17  | 29  | 16  |
| 1980–81    | New York Islanders    | NHL        | 73   | 31  | 72  | 103  | 74  | 18  | 11 | 18  | 29  | 34  |
| 1981–82    | New York Islanders    | NHL        | 80   | 50  | 79  | 129  | 88  | 19  | 6  | 23  | 29  | 40  |
| 1982–83    | New York Islanders    | NHL        | 80   | 34  | 55  | 89   | 68  | 17  | 8  | 12  | 20  | 18  |
| 1983–84    | New York Islanders    | NHL        | 68   | 40  | 71  | 111  | 59  | 21  | 8  | 6   | 14  | 49  |
| 1984–85    | New York Islanders    | NHL        | 68   | 28  | 31  | 59   | 47  | 10  | 4  | 2   | 6   | 8   |
| 1985–86    | New York Islanders    | NHL        | 78   | 37  | 59  | 96   | 72  | 3   | 1  | 1   | 2   | 2   |
| 1986–87    | New York Islanders    | NHL        | 80   | 23  | 64  | 87   | 50  | 14  | 8  | 5   | 13  | 12  |
| 1987–88    | New York Islanders    | NHL        | 77   | 30  | 52  | 82   | 48  | 6   | 0  | 0   | 0   | 10  |
| 1988–89    | New York Islanders    | NHL        | 73   | 17  | 28  | 45   | 44  | —   | —  | —   | —   | —   |
| 1989–90    | New York Islanders    | NHL        | 59   | 13  | 11  | 24   | 29  | 4   | 1  | 0   | 1   | 4   |
| 1990–91    | Pittsburgh Penguins   | NHL        | 52   | 9   | 19  | 28   | 24  | 23  | 3  | 4   | 7   | 49  |
| 1991–92    | Pittsburgh Penguins   | NHL        | 63   | 11  | 18  | 29   | 54  | 21  | 4  | 3   | 7   | 8   |
| 1993–94    | Pittsburgh Penguins   | NHL        | 41   | 4   | 11  | 15   | 36  | 2   | 0  | 0   | 0   | 0   |
| WHL totalt | WHL totalt            | WHL totalt | 202  | 103 | 198 | 301  | 189 | 19  | 9  | 13  | 22  | 22  |
| NHL totalt | NHL totalt            | NHL totalt | 1279 | 524 | 901 | 1425 | 912 | 221 | 71 | 113 | 184 | 277 |

### Internationellt
| År            | Lag           | Turnering     |    | Matcher | Mål | Assist | Poäng | Utv |
| ------------- | ------------- | ------------- | -- | ------- | --- | ------ | ----- | --- |
| 1975          | Kanada        | JVM           | 7  | 5       | 2   | 7      | –     |     |
| 1981          | Kanada        | CC            | 7  | 3       | 8   | 11     | 6     |     |
| 1984          | USA           | CC            | 6  | 2       | 3   | 5      | 8     |     |
| Senior totalt | Senior totalt | Senior totalt | 13 | 5       | 11  | 16     | 14    |     |

## Meriter
- Stanley Cup 1980, 1981, 1982, 1983, 1991 och 1992 (vann också 2002 som assisterande tränare)
- Calder Memorial Trophy 1976
- Art Ross Trophy 1979
- Hart Memorial Trophy 1979
- Conn Smythe Trophy 1980
- King Clancy Memorial Trophy 1989
- Spelade All-Star match 1976, 1978, 1980, 1982, 1983, 1985, 1986 och 1992
- Har rekordet för flest assist och poäng i New York Islanders (853 assist och 1353 poäng).
- Har rekordet för flest assist under en säsong i New York Islanders (87 assist 1979).
- Har rekordet för flest antal poäng gjorda av en rookie i New York Islanders (95 poäng 1976).
- Ligger just på 15:e plats i antalet poäng (1425), på 17:e plats i antalet assist (901) genom tiderna i NHL.
- Hans tröja #19 är pensionerad av New York Islanders och hänger i taket i Nassau Veterans Memorial Coliseum.
- Valdes in i Hockey Hall of Fame 1997